# Adrián Enríquez
Adrián Enríquez (* 1984 in der Provinz Entre Ríos, Argentinien) ist ein argentinischer Tangomusiker.

## Leben
Seit seiner  Jugend ist Adrián Enríquez als Pianist in Tango-Ensembles und -Orchestern tätig. Unter seinen Lehrern befinden sich Nicolás Ledesma sowie Emilio Balcarce, unter dem Enríquez das Orquesta Escuela de Tango absolvierte.
Als Pianist arbeitete er unter anderen mit Emilio Balcarce, Carlos Galván, Roberto Álvarez, Leopoldo Federico und Osvaldo Piro zusammen.
Enríquez musizierte im Ensemble von Julio Bocca und tritt regelmäßig mit dem Sexteto Mayor auf. Außerdem ist er seit 2004 mit dem Ramiro Gallo Quinteto und dem Orquesta Arquetípica (ebenfalls unter Ramiro Gallo) zu hören, sowie im Orquesta Federal del Tango, im Sexteto de Madero Tango und im Orquesta típica Pichuco.
Eigene Ensembles gründete der Pianist mit dem Bandoneonisten Marco Antonio Fernández und dem Gitarristen Diego „Dipi“ Kvito. Mit seinem Quartett Cuarteto Entre Ríos nahm er 2018 das Album Barbaridá auf, das durch die Anordnung der Titel den Tango mit dem Chamamé in Beziehung setzt.
Konzerttourneen führten ihn um die Welt. In Deutschland ist Enríquez jedes Jahr als Pianist und Dozent zu Gast und arbeitet mit Musikern und Orchestern, die sich hier dem Tango verschrieben haben.

## Orchesterleiter und Dozent
Am Conservatorio Superior de Música Manuel de Falla, Buenos Aires, ist Enríquez fester Bestandteil der Professoren im Bereich Tango/Folklore und zuständig für die Ensemblearbeit. Außerdem ist er beim jährlich stattfindenden internationalen Kurs Tango para Músicos (Tango für Musiker) als Dozent aktiv.

## Diskografie
- Orquesta municipal de tango “Marcial Fusey”: Década de tango, 2001
- Román Ríos: Del interior, 2001
- Sandra y Adrián: Barrio al sur…, 2003
- Jacqueline Sigaut: Aquí y ahora tangos, 2005
- Ramiro Gallo Quinteto: Espejada, 2006
- Ramiro Gallo Quinteto: Raras partituras, 2006
- Ramiro Gallo y la Orquestra Arquetípica: Arte Popular, 2008
- Ramiro Gallo Quinteto: Azul Ciudad, 2009
- Ramiro Gallo Quinteto: Suite Borgeana, 2009
- Agustín Vidal + Adrián Enríquez Cuarteto: Acordes de gotán, 2009
- Conjunto Itaý: Amiga del alma, 2009
- Chino Laborde y Dipi Kvitko: Tango tango Vol. 3, 2010
- Yuiko Asaba: Historia de tango… y yo, 2011
- Ramiro Gallo Quinteto: El cielo no queda tan lejos, 2014
- Ricardo Klass: Renacer la pasión, 2014
- Horacio Rifón con la Bertero Big Band Tango: Mi tango, 2014
- Santiago Vera Candioti: Quinteto en blanco, 2015
- Diego Kvitko: Planeta Boris, 2015
- Enríquez – Kvitko: De la tecla a la bordona, 2015
- Ramiro Gallo Quinteto + Roma Ramírez: Lo que muere renace, 2017
- Yamil Le Parc: Che Piazzolla!, 2017
- Chino Molina Trío: Puente Querandí, 2018
- Jacqueline Sigaut: Resiliencia, 2018
- Bruno Cavallaro: Cantor, 2018
- Romero / Kvitko / Enríquez: Buffo!, 2018
- Cuarteto de señoritas: Affaire – un romance con el tango, 2018
- Cuarteto Entre Ríos: Barbaridá, 2019

## Kompositionen
- Pobre niño (Canción)
- Inforadio
- Una y más… (Canción)
- La contractura (Milonga)
- Río sol (Chamamé)
- Clase III (Tango)
- Clase II – Asociación cooperadora (Tango)
- Clase I – La marca (Tango)

## Sonstige Veröffentlichungen
- Los pianistas del Tango – selección de transcripciones para piano solo, erschienen bei Melos, Buenos Aires[5].